# Buri (São Paulo)
Buri is een gemeente in de Braziliaanse deelstaat São Paulo. De gemeente telt 18.146 inwoners (schatting 2009).